# کرین (اورگن)
کرین (به انگلیسی: Crane) یک منطقهٔ مسکونی در ایالات متحده آمریکا است که در شهرستان هارنی، اورگن واقع شده‌است. کرین ۲۷٫۰ کیلومتر مربع مساحت و ۱۲۹ نفر جمعیت دارد و ۱٬۲۶۰٫۰۶ متر بالاتر از سطح دریا واقع شده‌است.